# 中国南方航空货运
中国南方航空货运，简称南航货运，是中国南方航空专职处理货运业务的一家全资子公司，于1991年在广州成立，2019年成为独立法人。公司主要经营全球范围内的航空快递、特种货物及普通货物的物流服务，基地设于上海浦东国际机场。南航货运是天合联盟货运的成员之一，现时除了自身拥有的货运机队外，也利用中国南方航空超过800架客机的货仓进行运输，并已在中国、欧洲及北美、澳洲、日本地区建立起了卡车联运网络。

## 历史
1991年2月1日，中国南方航空成立，并开始与东航系的中国货运航空利用安-12货机联合经营货物运输业务，重点对广州白云机场货物积压的航线实行货运加班或包机飞行。同年10月，运输公司升格并改为南方航空公司营运部，货运科升格为货运处。
1992年12月底，南航货运大楼正式启用，货物仓库引进高层码垛机等设备。货物的收运、配载和查询均使用电脑控制系统，是当时中国民航最具规模的现代化大型仓库之一。
1996年1月4日，南航将货运处等部门联合重组为运输部。5月4日，南航湿租俄罗斯贝加尔航空的两架安－12货机正式投入营运，两架货机首航天津，并陆续开通广州至成都、沈阳、哈尔滨等航线。其首条国际货运航线于1998年1月开辟，执飞广州至越南胡志明市的定期货运包机，每日一班，次日往返。
2000年3月，南航货运用湿租亞特拉斯航空的波音747-400型飞机开通深圳-安克雷奇-芝加哥－深圳的货运航线，正式开始使用全货机经营。其自购的首架波音747-400F型货机于2002年6月开始交付使用。
2007年1月11日，南航货运进行业务重组，设立独立的财务处、人力资源处等共十四个二级单位，并于2008年10月将货运基地由深圳宝安国际机场迁至上海浦东国际机场。
2009年，南航货运订购的首架波音777F型货机交付使用，随即在12月4日开通上海至法兰克福的往返货运航线。2010年7月23日，为了推进南航广州货运转运中心的建设，南航货运开设了首条从广州始发的货运航线：广州－阿姆斯特丹。
2010年11月3日，在荷兰阿姆斯特丹举行的国际航空货运协会航空货运论坛暨博览会上，南航貨運与天合联盟正式签署了入盟对标协议。南航货运按计划加入天合联盟货运，成为中国首家加入国际航空货运联盟的航空公司。
2018年11月15日，中国南方航空发布公告，决定自2019年1月1日起不再续签天合联盟协议。有分析称南航此次退出该组织是为了未来加入寰宇一家而做的准备。
2019年12月24日，中国南方航空货运有限公司正式注册成立，注册资本10亿元，接手南航全部的货运业务，仍为南航全资子公司。
2020年11月3日，民航中南地區管理局初審同意中國南方航空貨運有限公司申請籌建。中國南方航空貨運註冊由南航(01055.HK)全額出資，資本為10億元人民幣。南航貨運成立後，南航將現有貨運航權時刻轉給南航貨運獨立運營，新增航權時刻由南航貨運自行申請。

## 机队

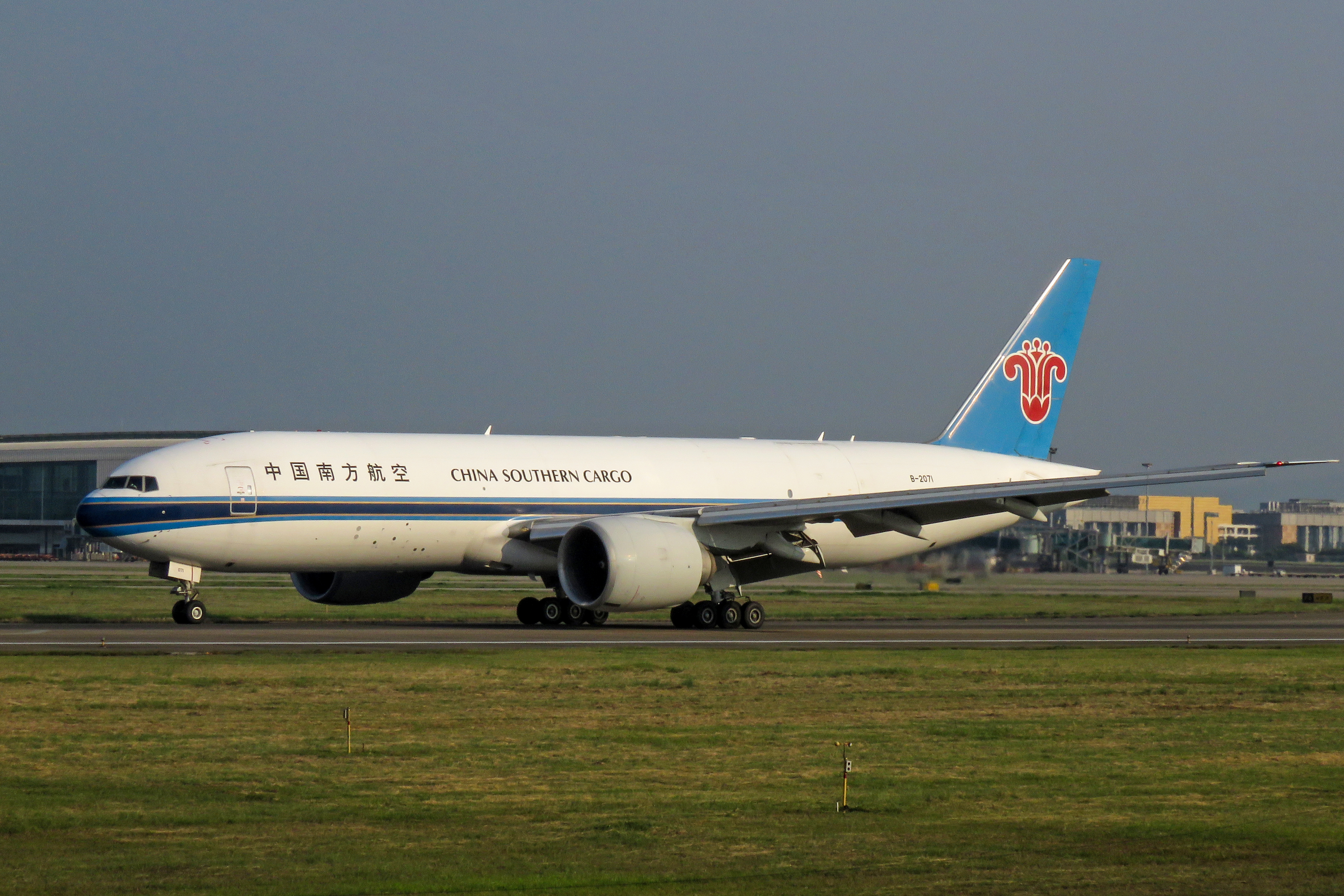
南航货运波音777F型货机在广州白云国际机场滑行

截至2024年1月，南航货运共拥有以下飞机：
| 机型      | 数量 | 订单 | 备注                                                                               |
| --------- | ---- | ---- | ---------------------------------------------------------------------------------- |
| 波音777-F | 17   | —    | 两架（B-20EM/EN）从2017年10月的777-300ER订单中转化而来， 并于2020年5月24日抵达广州 |
| 总计      | 17   | 0    |                                                                                    |

## 航点
| 地区 | 国家   | 航点       | 机场                          | IATA | ICAO |
| ---- | ------ | ---------- | ----------------------------- | ---- | ---- |
| 北美 | 加拿大 | 温哥华     | 温哥华国际机场                | YVR  | CYVR |
| 北美 | 加拿大 | 多伦多     | 多伦多皮尔逊国际机场          | YYZ  | CYYZ |
| 北美 | 美国   | 安克雷奇   | 泰德·史蒂文斯安克雷奇国际机场 | ANC  | PANC |
| 北美 | 美国   | 芝加哥     | 奥黑尔国际机场                | ORD  | KORD |
| 北美 | 美国   | 洛杉矶     | 洛杉矶国际机场                | LAX  | KLAX |
| 东亚 | 中国   | 重庆       | 江北国际机场                  | CKG  | ZUCK |
| 东亚 | 中国   | 广州       | 白云国际机场[枢纽]            | CAN  | ZGGG |
| 东亚 | 中国   | 上海       | 浦东国际机场                  | PVG  | ZSPD |
| 欧洲 | 奥地利 | 维也纳     | 维也纳国际机场                | VIE  | LOWW |
| 欧洲 | 義大利 | 米兰       | 马尔彭萨机场                  | MXP  | LIMC |
| 欧洲 | 德国   | 法兰克福   | 法兰克福机场                  | FRA  | EDDF |
| 欧洲 | 荷蘭   | 阿姆斯特丹 | 史基浦机场                    | AMS  | EHAM |